# نورما كروز
نورما كروز (بالإسبانية: Norma Cruz)‏ هي ناشطة في مجال حقوق الإنسان في غواتيمالا.
ساندت كروز مؤسسة الناجين (Survivors Foundation)، وهي منظمة مقرها في مدينة غواتيمالا تعمل في مجال حقوق المرأة كما ان المؤسسة تسعى إلى تقديم «الدعم العاطفي والاجتماعي والقانوني لمئات الضحايا من الإناث الذين يسعون إلى العدالة والحماية». ووفقا لوزارة الخارجية الأمريكية، انها قامت في عام 2007 بخدمة المؤسسة بالعثور على 30 شخص متهمن بقتل النساء وقدمتهم للمحاكمة.
في عام 2009 قامت وزارة الخارجية الأمريكية بمنح كروز جائزة «المرأة الشجاعة الدولية»، تفيد بأن كروز بمثابة «إلهام ورمزا للشجاعة والأمل للمرأة في غواتيمالا والمرأة في كل مكان وهي من الذين يعملون من أجل أحداث تغيير إيجابي في المجتمعات تجاه المرأة». وقد حصلت على الجائزة من وزيرة الخارجية هيلاري كلينتون والسيدة الأولى ميشيل أوباما.
منذ مايو 2009، خضعت نورما كروز للتهديدات المتكررة للاغتصاب والقتل من قبل نصوص في رسائل ومن خلال الهاتف؛ وأبلغت عائلتها أيضا التهديدات. على الرغم من أن حكومة غواتيمالا قد زودتها بحماية الشرطة، ويقال أن استمرت التهديدات، تؤدي «منظمة العفو الدولية» وفي مارس 2011، في بعض المكاتب التابعة للمنظمة أصيبت بقنابل مولوتوف، على الرغم من أنها لم تصيب أي أحد بأذى.